# Alfred Schütze (Maler)
Alfred Schütze (* 1. September 1892 in Dresden; † 18. April 1969 ebenda) war ein deutscher Maler und Gebrauchsgraphiker.

## Leben
Alfred Schütze erlernte zunächst in einer lithografischen Anstalt die Kunst der Lithographie und besuchte zur künstlerischen Ausbildung eine Abendschule. Im Jahr 1914 wurde er sofort in die Hauptklasse an der Kunstgewerbeschule Dresden aufgenommen und studierte dort grafisches Kunstgewerbe und freie Malerei unter Georg Etler, Woldemar Müller und Max Feldbauer. Nach mehreren Auszeichnungen und hohen Stipendien wechselte er zusammen mit Professor Feldbauer 1918 an die aus der Kunstgewerbeschule hervorgegangene Kunstakademie Dresden, wo er unter Ludwig von Hofmann studierte. Zur Vollendung seines Studiums bekam er ein Meisteratelier zugewiesen.
Mit seinen Eltern siedelte er 1918 nach Meißen über, wo es ihm gelang, eine erste Ausstellung in den Räumen des Meißner Kunstvereins zu veranstalten. Er arbeitete insbesondere als Gebrauchsgrafiker und gestaltete u. a. Plakate und Warenverpackungen. Mehrere Preise ermöglichten ihm ein weiteres Studium in Dresden. Im Jahr 1919 war er Preisträger für die Ausmalung des Amtshauptmannschaftsgebäudes in Meißen.
Ab 1933 wandte er sich der Porträt- und Landschaftsmalerei zu. 1944 nahm er mit dem Öl-Stillleben „Geige mit Flasche“ an der Großen Deutschen Kunstausstellung in München teil. In der Zeit des Zweiten Weltkrieges wurde er 1942 zum Polizeinotdienst und im August 1944 zur Wehrmacht eingezogen. 
Anfang Mai 1945 ging er in Köttewitz bei Pirna in amerikanische Gefangenschaft. Nach seiner Entlassung lebte und arbeitete er wieder als Gebrauchsgrafiker und freier Maler in Meißen.
In den folgenden Jahren nahm er an Kunstausstellungen in Dresden, Meißen und Freiberg teil, u. a. 1953 an der Dritten Deutschen Kunstausstellung. Hans Vollmer nennt zu seinem Werk: Figürliches, besonders Darstellungen aus der Industrie. Ferner unterrichtete er Laienkünstler an der Porzellan-Manufaktur Meißen.

## Werke (Auswahl)
- Sich haltendes Paar (1919)
- "Vater des Künstlers" (1919)
- Weiblicher Akt (1918)
- "Trinkender Bauer" (1947)
- Selbstporträt (1950)

- Bau des Hochhauses Stalinallee (1952, Öl, 100 × 130 cm; auf der Dritten Deutschen Kunstausstellung)[4]
- Reparatur einer Kunstledermaschine im Kollektiv (Öl, 100 × 130 cm; auf der Dritten Deutschen Kunstausstellung)[5]
- Der Traktor ist da (1952, Öl)[6][7]
- Brotzeit (1952, Öl)[8][7]

- "Hopfenernte" (1963)

- "Schäfer mit Schafherde" (1960)
- Weinlese im „Bauernhäusel“, Meißen (1965)
- Bauernaufstand Meißen 1790
- Zucker und Wolle
- Die vom Geflügelhof.